# 卡拉斯卡莱霍
卡拉斯卡莱霍，是西班牙埃斯特雷马杜拉卡塞雷斯省的一个市镇。总面积49平方公里，总人口398人（2001年），人口密度8人/平方公里。